# Masia de la Carretera (Sant Pere de Ribes)
La Masia de la Carretera és una obra de Sant Pere de Ribes (Garraf) protegida com a Bé Cultural d'Interès Local.

## Descripció
Masia situada entre el nucli de Ribes i la urbanització Mas Alba. És un edifici constituït per diversos volums que es distribueixen entorn un pati central, que queda tancat per un baluard. El volum principal és de planta baixa, pis i golfes i té la coberta a una sola vessant que desaigua a la façana. S'hi accedeix per un portal d'arc escarser adovellat, sobre el qual hi ha dos finestrals d'arc pla arrebossat. El nivell de les golfes s'obre amb tres petits pòrtics, dos d'arc de mig punt i el central d'arc rebaixat. A la façana de xaloc hi ha un cos adossat en perpendicular, de planta baixa i pis i la coberta a dues vessants desiguals. A causa del desnivell natural del terreny, es pot accedir a aquest cos des de llevant directament pel primer pis. Totes les seves obertures són d'arc pla arrebossat. A la façana de garbí del volum principal hi ha adossat un altre volum de planta baixa i pis i coberta a dues vessants. Les obertures d'aquest cos també són d'arc pla arrebossat, entre les que s'observa el parament de tàpia dels murs. Al seu costat hi ha adossat un corral obert en arc de mig punt al pati central i amb petites espitlleres a l'exterior, on els murs són atalussats. Des d'aquest comença el baluard que tanca frontalment la casa, obert amb una portalada d'arc escarser adovellat amb la clau inscrita amb l'any "1851". A la façana posterior hi ha adossats tres volums més, de dos nivells d'alçat i coberta a una sola vessant. L'acabat exterior és de restes d'arrebossat, que deixen veure el parament dels murs de pedra irregular lligada amb argamassa en alguns trams, i de tàpia en d'altres. Igualment a la façana posterior, s'hi ha adossat una nau de notables dimensions, amb coberta a dues vessants. A pocs metres a gregal de la casa hi ha un corral obert amb tres arcs de mig punt que queda tancat per un baluard.

## Història
La primera referència documental de la masia de La Carretera és del segle xvi, si bé els seus orígens podrien ser anteriors. La troballa de material arqueològic, entre el que destaca una sitja excavada a la roca, apunta que hi havia un assentament romà al mateix indret. Al cadastre de l'any 1739 hi figura un tal Francisco Muntaner de la Carretera. Més endavant, tal com consta en el llibre d'Apeo de l'any 1847, la masia pertanyia a Josep Muntaner i Mestre, la família del qual hi va residir fins al segle xx.